# 後綴
後綴（英語：suffix）、接尾詞，又稱接尾語、接尾辭、字尾、語尾、詞尾，在詞彙學的定義中表示一種後置於其他詞素後的詞綴。
以英語為例：establish（動詞）+ -ment（後綴）→establishment（名詞）：藉由後綴-ment的使用，使原本的動詞詞素轉為名詞，為語言的衍生，是後綴的一種用途。
然而相對於語言的衍生，在其他歐洲語言裡，後綴更常作為屈折變化的使用，例如在威爾斯語裡，動詞詞幹加上後綴-a或-wch之後，就可以轉為命令式。

## 漢語接尾辭
以下列出幾個漢語接尾辭：
- 然：樣子
  - 赫然
  - 盎然
  - 龐然
- 們：多數
  - 我們
  - 你們
- 子
  - 筷子
  - 拍子
- 性：性質
  - 攻擊性
  - 爆炸性
  - 揮發性
- 化：改變；轉變性質或狀態。特別常見於外語翻譯詞，像是英語後綴-ize。
  - 優化：改善
  - 激化：刺激，產生劇烈變化
  - 數位化：將類比訊號轉換成數位信號
- 荒：現象、時候
  - 洪荒：太古時代
  - 饑荒：作物欠收
  - 水荒：缺水可用

## 外部連結
- Comprehensive and searchable suffix reference （页面存档备份，存于）
- The Free Online Dictionary （页面存档备份，存于）